# Атака киберлюдей
Атака киберлюдей (англ. Attack of the Cybermen) — первая серия двадцать второго сезона британского научно-фантастического телесериала «Доктор Кто», состоящая из двух 45-минутных эпизодов, которые были показаны в период с 5 по 12 января 1985 года.

## Сюжет
В канализациях Лондона двое рабочих атакованы неизвестной силой. Тем временем Доктор пытается починить системы ТАРДИС, в основном маскировку, что вызывает хаотичное поведение корабля, и Доктор направляется к Земле 1985 года, где показывает Пери комету Галлея, однако та больше обеспокоена перспективой столкновения с ней.
На Земле бывший наемник далеков Литтон («Воскрешение далеков») живет как лондонский гангстер и вместе с Гриффитсом, Пэйном и Расселлом собирается ограбить склад на 10 миллионов фунтов в алмазах. Перед входом в канализации Литтон активирует аварийный маяк, сигнал которого принимает Доктор, который приземляется на свалке на Тоттерс Лэйн для расследования. Но он обнаруживает, что передатчик - пустышка и пеленгует настоящий. Вместе с Пери он приходит ко входу в канализации где встречает двоих подконтрольных Литтону полисменов.
Тем временем что-то убивает отставшего Пэйна, а остальные грабители встречают киберлюдей. Литтон обезоруживает Гриффитса и сдается, а Расселл убегает и встречает Доктора и Пери, которым признается, что расследует дело Литтона.
На Телосе двое рабов, Бэйтс и Стрэттон, сбегают и обезглавливают киберчеловека. Используя его шлем для маскировки, они проникают в кибер-контроль. Оказывается, киберлюди похитили у них машину времени, и они намерены на ней сбежать с Телоса.
Доктор, Пери и Расселл возвращаются в ТАРДИС, где попадают в засаду киберлюдей, Литтона и Гриффитса. Расселла убивают, а Доктора заставляют направиться на Телос и запирают вместе с Пери, Литтоном и Гриффитсом. В заключении он рассказывает Пери и Гриффитсу, что киберлюди уничтожили население Телоса, крионцев, чтобы использовать их криогенные установки. Доктор отмечает, что Литтон немного знаком с историей киберлюдей, Телоса и крионцев.
На Телосе большинство киберлюдей повреждены и находятся в анабиозе, при выходе из которого они впадают в ярость. ТАРДИС прилетает в катакомбы, и один из поврежденных вырывается на свободу. В суматохе все кроме Доктора сбегают, Пери спасают двое крионцев, а Литтон и Гриффитс встречают другого, и оказывается, что Литтон работает на них. Гриффитсу предлагают два миллиона в алмазах, если он поможет Литтону захватить машину времени. Двое выслеживают Бэйтса и Стрэттона, неудачных попыток кибер-конверсии с механическими руками и ногами, и все четверо решают работать вместе.
Доктора запирают в холодильнике вместе с Фласт, бывшей лидером крионцев. Она рассказывает, что киберлюди собираются уберечь свою родину Мондас от уничтожения, развернув комету Галлея к Земле. Доктор понимает, что для решения этого его сюда прислали повелители времени. В комнате находятся запасы вастиала, взрывоопасного при температуре больше нуля минерала. Доктор с помощью него уничтожает охранника, а затем дает Фласт нагреватель. Она прячет его в запасах минерала, но затем киберлюди, считающие её ответственной за побег Доктора, убивают её, выкинув из комнаты, где её кровь закипает.
Литтон, Гриффитс, Бэйтс и Стрэттон пробираются к машине времени, но Литтона ловят и пытают, ломая руки, чтобы тот рассказал ему планы. Остальных троих убивают киберлюди. Тем временем Доктор возвращает ТАРДИС и Пери и узнает, что Литтон работал на крионцев, а не на киберлюдей, что убеждает его попробовать спасти наемника.
Доктор находит Литтона частично превращенным в киберчеловека, который умоляет убить его. Тот пытается его освободить, но прибывает Кибер-контроллер, который убивает Литтона. Приходят и Кибер-лидер с лейтенантом, но они уничтожают друг друга перекрестным огём. Доктор убивает Контроллера и убегает на ТАРДИС, а через несколько секунд коробки вастиала взрываются и уничтожают всю базу.

## Трансляции и отзывы
| Эпизод            | Дата показа    | Продолжительность | Телезрители (в миллионах) |
| ----------------- | -------------- | ----------------- | ------------------------- |
| «Часть 1»         | 5 января 1985  | 44:17             | 8,9                       |
| «Часть 2»         | 12 января 1985 | 44:29             | 7,2                       |
| [ 1 ] [ 2 ] [ 3 ] |                |                   |                           |

## Интересные факты
- Серия очень много ссылается на старые серии сериала: свалка, на которой приземляется ТАРДИС, предположительно та же, на которой она стояла в серии «Неземное дитя», упоминаются попытка уничтожения Земли в 1986 году, встреча с киберлюдьми на Телосе в 25 веке и первая встреча с Литтоном («Воскрешение далеков»). Пери упоминает, что Доктор называл её Тиган, Зои, Сьюзан, Джейми и Ужасным Зодином. Последний - не появлявшийся на экране персонаж, но упоминавшийся в серии «Пять Докторов», а позже в блоге Марты Джонс.
- Расселла играет Терри Моллой, обычно исполнитель роли Давроса.
- Эта серия - первая в формате 45-минутных эпизодов. В течение всего сезона сериал выпускался так, в отличие от прежнего 25-минутного формата.